# Услужне сестре
Услужне сестре је немачки порнографски филм из 2002. године. Режисер је непознат, а од познатијих глумица овде је Вивијан Шмит.
Филм је у Србији издало новосадско предузеће Hexor 2007. године у тиражу од 3000 комада. Нема описа на омоту, интерна ознака српског издавача је DM22, а каталошки број COBISS.SR-ID 220050951.

## Улоге
| Глумац         | Улога          |
| -------------- | -------------- |
| Vivian Schmitt | услужна сестра |
| Jana Boboka    | услужна сестра |
| Laura Lion     | услужна сестра |